# Lumpenparade
Lumpenparade ist ein sozialkritisches Gedicht des Bochumer Bergmanns Heinrich Kämpchen, erschienen in dessen Gedichtsammlung Aus Schacht und Hütte (1899).

## Hintergrund
Der Bergarbeiterstreik von 1889 wurde zur bis dato größten Auseinandersetzung zwischen den Bergleuten und den Grubengesellschaften des Ruhrgebiets und führte beide Seiten an den Rand der Existenz. Um den Arbeits- und Verdienstausfall abzudämpfen, setzten die Gesellschaften auf den Einsatz von arbeitswilligen Ersatzleuten, sog. Streikbrechern. Dies empfanden die Streikenden als Verrat, was nicht selten zur Ächtung der betreffenden Bergleute führte. 
In der Lumpenparade fängt Kämpchen die erregte, aufgeheizte Stimmung unter den Bergleuten ein, wenn sie der anrückenden Schar der Streikbrecher gewahr werden.

## Text
Knappen, seht euch die Lumpen an,

Die da kommen des Weges heran,

Eskortiert von der Polizei,

Kameraden, herbei, herbei!

Vorn im Zuge, ihr kennt ihn ja,

Stelzt der „Lange“ von Dingesda –

Ihm zu Seite, das „Huhn“ genannt,

Trippelt der lahme Ferdinand.

Hinter den beiden folgen dann dicht

„Wisper-Wilm“ und das „Affengesicht“,

Taugten noch nimmer in Kampf und Not,

Leckten sich immer zu Lohn und Brot. –

Wieder kommen jetzt nette zwei,

Schon berüchtigt durch mancherlei,

Seht ihr den falschen, schielenden Blick?

Denunzieren, das ist ihr Trick. –

Ihnen folgen, in schönem Kranz,

„Pulver-Fritze“ und „Hagel-Franz“,

Litten an Arbeitswut sonst nie,

Jetzt mit den „Braven“ auch schuften sie. –

Und so reihen sich Mann an Mann,

Alles „Defekte“, im Zuge an –

Keiner, der nicht von euch schon „geeicht“ –

Mucker und Ducker, so weit es reicht. –

Darum, Knappen, habet gut Acht!

Daß ihr sie wiedererkennet im Schacht,

Wenn zu Ende der schlimme Krieg,

Wenn dem Rechte erfochten der Sieg,

Wenn die Friedensschalmei erklingt,

Wenn ihr wieder die Keilhau schwingt –

Dann, es kann keine Frage sein,

Haltet ihr euch von den Lumpen rein,

Die euch ständig im Rücken bedroht,

Die euch verrieten in Kampf und Not. –

Darum, Knappen, habet gut Acht,

Daß ihr sie wiedererkennet im Schacht. –

## Folgen
Mit solchen und ähnlich aufrüttelnden Werken wurde Heinrich Kämpchen während des Streiks einer breiten Öffentlichkeit bekannt. Von den Bergleuten als Held gefeiert, avancierte er bei den Arbeitgebern, speziell auf seiner eigenen Zeche Hasenwinkel zur Persona non grata. Auf Lebenszeit ausgesperrt, machte er die Literatur fortan zu seinem Beruf, u. a. als Freier Mitarbeiter der Bergarbeiter-Zeitung.